# Sông Hà Thanh

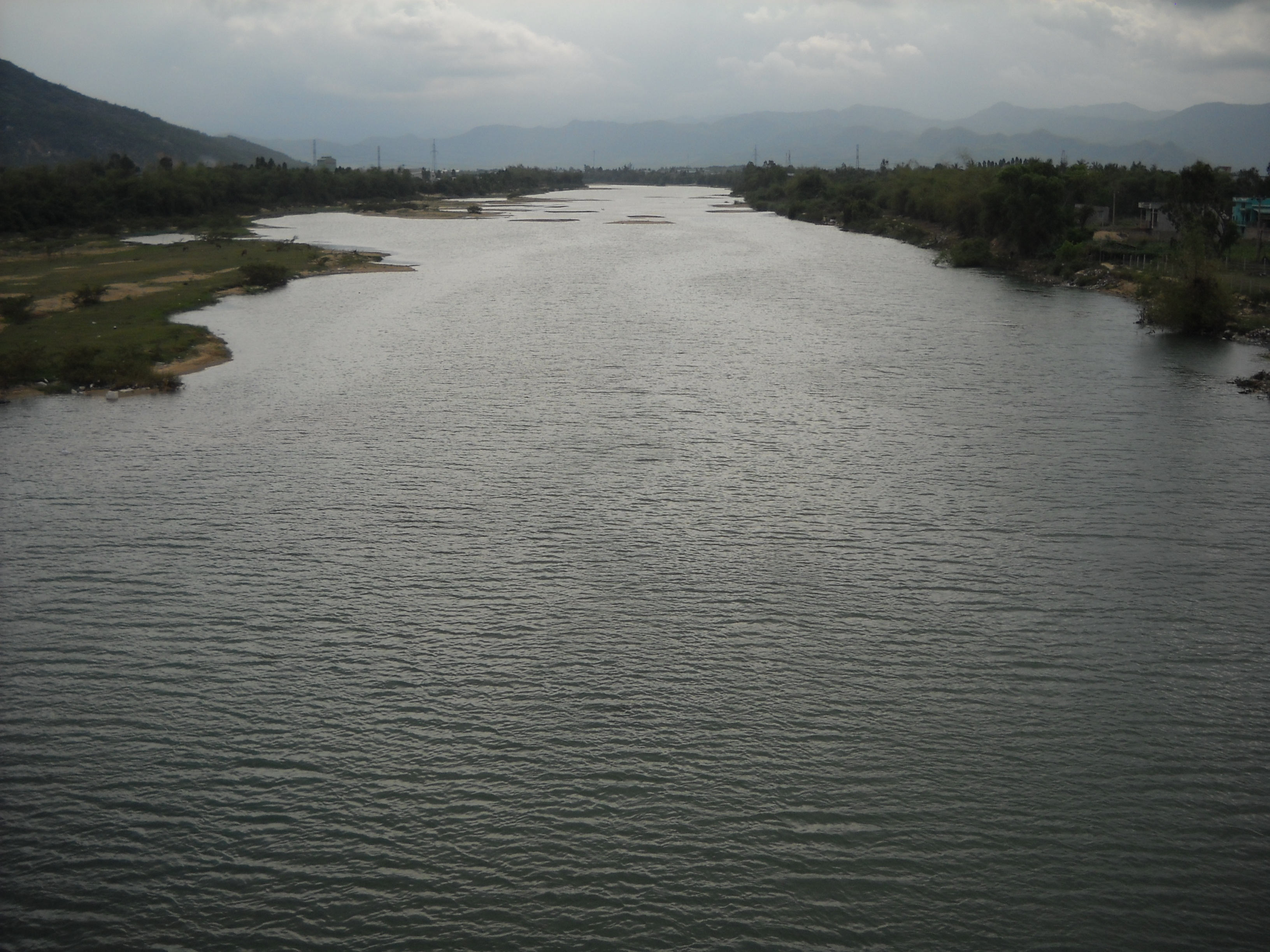
Sông Hà Thanh, đoạn qua Quy Nhơn

Sông Hà Thanh bắt nguồn từ miền núi phía Tây Nam huyện Vân Canh, tỉnh Bình Định ở độ cao 500 m so với mực nước biển, chảy theo hướng Tây Nam – Đông Bắc. Sau khi đi qua một số xã của huyện Vân Canh sông tiếp tục chảy qua huyện Tuy Phước, đến thị trấn Diêu Trì thì sông chia làm hai nhánh là Hà Thanh và Trường Úc rồi tiếp tục đi vào địa phận thành phố Quy Nhơn và đổ vào đầm Thị Nại qua hai cửa Hưng Thạnh và Trường Úc.
Sông có chiều dài 58 km trong đó 30 km chảy qua miền rừng núi, độ cao trung bình của lưu vực là 170 m, độ dốc trung bình của lưu vực khoảng 0,18 và diện tích toàn bộ lưu vực sông là 539 km².